# Ваздухопловни завод Космос
Ваздухопловни завод Космос је основан 1958. године као предузеће за ремонт радарских, ракетних и рачунарских система. Налазио се у оквиру ЈНА и ВРС.

## Историјат
Завод је формиран у марту 1958. године као 23. ремонтни завод радарско-рачунарске опреме у Шентвиду код Љубљане. Кадар који је попунио овај завод узет је из радарске школе, радарске радионице, а једним делом чинили су га свршени студенти електротехнике (војни стипендисти) који су у завод долазили као дипломирани инжењери. Када је завод кадровски попуњен, планирана је изградња нових објеката у Бања Луци. Завод је требало да отпочне рад у новим просторијама 1959. године Пошто је каснила изградња сва опрема завода је смештена у тврђаву Кастел (Бања Лука) и отпочела је оправка радарских уређаја. По завршетку грађевинских радова на новим објектима, опрема завода је пресељена из тврђаве на садашњу локацију завода почетком 1962. године Завод је тада преименован у Ваздухопловнотехнички ремонтни завод (ВТРЗ). Године 1976. поново је преименован у Ваздухопловни Завод Космос (ВЗ Космос). До 1968 године завод је, уз скромна ремонтна искуства, проводио ремонт старијих типова радара и рачунарских средстава. Касније уводи нове технологијеи ремонтује све типове радарских средстава којима је располагао РВ и ПВО ЈНА. Након 1975 год. завод уводи нове технологије савремених радарско-рачунарских система и отпочиње ремонт ракетних система земља-ваздух и брод-брод. Отпочиње и са производњом резервних делова и усваја модификације радарских и ракетних система. Завод је производио око 10. 000 врста резервних делова и дао технолошка решења за око 500 модификација што указује да је израстао у савремену ремонтно-производну и развојну организацију. Предузеће је функционисало у оквиру ЈНА и његово функционисање је највише била усмјерено на војне потребе. Прије избијања Одбрамбено-отаџбинског рата предузеће је запошљавало око 1000 људи.

## Одбрамбено-отаџбински рат
Током Одбрамбено-отаџбинског рата предузеће је функционисало у оквиру ВРС, тачније В и ПВО ВРС. Поред ремонта наоружања ВРС и Српске војске Крајине, стручњаци из овог завода су радили и на обнови хидроелектрана "ЈајцеI" и "ЈајцеII" односно на ремонту и развоју енергетских постројења.

## Предузеће данас
Након Одрбрамбено-отаџбинског рата и транзиције "Космос" је био на ивици стечаја и потресали су га штрајкови запослених, али је почео да се опоравља захваљујући процесу реструктурирања и склапању нових уговора. Данас предузеће успјешно послује. Данас се предузеће бави уз ремонт радарских и ракетних система још и ремонтом система аутоматизације, професионалне електронике различитих намјена, борбених и неборбених возила, као и широког спектра електроенергетских уређаја и система.
Предузеће има могућности пројектовања, производње, ремонта и испитивања електронских и електроенергетских уређаја и система. У оквиру нових послова предузеће се бави ремонтом и поправкама противексплозионо заштићених електричних уређаја и опреме као и комплетним ремонтом малих и средњих вјетрогегенатора. Машински погон предузећа нуди широк спектар услуга и израде машинских производа и дијелова од нацрта, преко машинске обраде метала до фарбања у термо комори и галванизације.

## Признања
- Макета авиона "Орао" са посветом - мај 1993 поводом обиљежавања дана В и ПВО ВРС.[6]

## Директори
- пуковник Гојко Ковачевић
- пуковник дипл инжињер Велимир Ратковић[3]
- Остоја Веселиновић (?-2004)
- Славко Петровић (2010?-2013)
- Драган Илић[2] (2013-2015)
- Душан Вјештица[4] (2015-)